# Nodaria similis
Nodaria similis là một loài bướm đêm trong họ Noctuidae.